# Kerry Kennedy
Mary Kerry Kennedy (8 de septiembre de 1959) es una activista de derechos humanos y escritora estadounidense, y presidenta de Robert F. Kennedy Human Rights. Es la séptima en la descendencia (tercera entre las mujeres) de Robert F. Kennedy y Ethel Skakel. Estuvo casada por 15 años con el gobernador de Nueva York Andrew Cuomo entre 1990 y 2005.

## Actividad
Desde 1981, Kennedy ha trabajado como activista de derechos humanos, liderando delegaciones en lugares como El Salvador, Gaza, Haití, Kenia, Irlanda del Norte y Corea del Sur. También participó en causas en China, Indonesia, Vietnam, India, Sudán y Pakistán.
En 1988, Kennedy inició su actividad como presidenta de la Fundación Robert F. Kennedy Human Rights.  Fue directora ejecutiva del Robert F. Kennedy Memorial hasta 1995.  Es presidenta honoraria de la Fundación Robert F. Kennedy de Europa, con sede en Florencia. También desplazó la fundación a España con la misión de promover la educación sobre la defensa de los derechos humanos en todo el mundo. Desde 2018, Kennedy trabaja codo con codo con la presidenta de la RFK Derechos Humanos España, María Díaz de la Cebosa.
Kennedy es la autora de Speak Truth to Power: Human Rights Defenders Who Are Changing Our World, que incluye entrevistas con activistas de derechos humanos como Marian Wright Edelman, el Dalai Lama, el arzobispo Desmond Tutu o Elie Wiesel.